# ミッチ・マクウォーター
ミッチ・マクウォーター（Mitch Mcwhorter、1983年9月10日 - ）は、アメリカ合衆国のプロレスラー。ジョージア州カトーサ郡出身。
サイラス（Cyrus）、サイラス・ザ・デストロイヤー（Cyrus The Destroyer）のリングネームで知られる。
プロレスラーのテリー・ゴディは遠縁にあたる（テリーの娘のミランダ・ゴディとミッチがいとこ同志）。

## 来歴
2009年6月14日デビュー。アメリカのインディーズ団体を中心に活動する。
2020年1月、カズ・ハヤシに見出され、WRESTLE-1 ALLIANCEの刺客として初来日。快進撃を続けるも、2月12日後楽園ホール大会での羆嵐との一騎討ちに敗れる。W-1が同年4月1日をもって活動を休止してしまったため、その後来日は一時途絶えた。
2021年4月、オール・エリート・レスリング（AEW）のダークマッチに参戦。セザル・ボノーニや、ジュラシック・エクスプレス（ジャングル・ボーイ&ルチャザウルス）と対決するも、いずれも敗北。
2022年7月、全日本プロレスに初参戦。8月開催の王道トーナメントでは、初戦で石川修司をムーンサルト・プレスで降し、衝撃を与える。同年9月18日の日本武道館大会では、凱旋帰国したSAITO BROTHERS（斉藤ジュン・斉藤レイ）のパートナーを務めた。年末の世界最強タッグ決定リーグ戦には、石川とのタッグで参戦。勝ち点トップで優勝決定戦に進出するも、石川が宮原健斗に敗れ準優勝に終わる。
2023年はチャンピオン・カーニバルに初出場。Aブロックで青柳優馬・ヨシタツ・斉藤ジュンに勝利するも、勝ち点6でブロック敗退に終わる。また4月にはVAMOSTARにも出場し、因縁の羆嵐とのタッグでアンディ・ウー&大門寺崇組に勝利。同年は世界最強タッグに2度目の出場を果たし、ライアン・デイビッドソンとのコンビで勝ち点8を記録する。
2024年もチャンピオン・カーニバルに2年連続出場。芦野祥太郎・大森北斗・綾部蓮には勝利したものの、ブロック突破はならなかった。その後、北斗が結成した「北斗軍」のXとして、6月24日に加入。以降はシリーズを通して継続参戦し、10月23日にはEvolution興行にて北斗軍で全日本プロレスTV認定6人タッグ王座を獲得した。
2025年3月、チャンピオン・カーニバル出場にあわせ来日予定であったが、一時は意識を失う体調不良のため来日中止。5月、医師からトレーニングと試合の許可が出たとの一報が本人より寄せられる。

## タイトル歴
全日本プロレス
- 全日本プロレスTV認定6人タッグ王座（第9代 w/ 大森北斗&羆嵐）

## 得意技
リバース・スプラッシュ
ムーンサルトプレス
チョークスラム
雪崩式バックフリップ
スクラップ・バスター

## 人物
- 日本のプロレスに対し非常に思い入れが強く、Xにも日本のファンに向けた日本語のポストが多い。自身のプロレス観を日本語で全日本プロレスに向け投稿したこともある[8]。
- 左目にのみ白いカラーコンタクトレンズを装着している。